# 若林三弥子
若林 三弥子（わかばやし みやこ、1958年 - ）は、大阪府大阪市淀川区塚本出身、神奈川県鎌倉市在住の日本の料理研究家である。元アナウンサーの若林理紗は長女。

## 略歴
3人姉妹の長女として誕生する。父親は元大阪市議会議員の北野禎三で、父の後継者として市議会議員をしている北野妙子は実妹である。大阪市立塚本小学校、大阪市立新北野中学校を経て北野高校に進学し（なお、父(66期)･妹2人も北野の卒業生である事から、地元では『北野3姉妹』と呼ばれていた）、卒業後に同志社大学法学部に進学した。 
大学卒業後は三菱商事に入社し、同僚の男性と職場結婚をした。夫の転勤に伴い海外各国を転々とする。帰国後、鎌倉市内の自宅にて料理教師を始めた事が切っ掛けで好評となり、料理研究家としての道を歩み始める。
現在はレッスンも行っており、料理本の執筆も熱心に行っている。